# 目黒女児虐待事件
目黒女児虐待事件（めぐろじょじぎゃくたいじけん）は、2018年3月に東京都目黒区東が丘の住宅街で、毎朝4時頃から勉強を強制されるなどの虐待を受けていた女児（5歳）が死亡し、女児の両親が逮捕された事件。

## 経緯
東京都目黒区東が丘の住宅街に住む両親が、当時5歳の女児に毎朝4時頃から勉強を強制し、最終的に死亡させた事件である。事件現場は瀟洒な建物が建ち並ぶ高級住宅街で、小学校受験が盛んな地域とされる。

### 東京への移住前
女児は母親と元夫の間に生まれ、父親とは血縁関係がなかった。母親は2016年に父親と再婚。一家は2018年1月東京都に転居するまで香川県善通寺市に住み、三豊市豊中町本山乙にある株式会社味のちぬやで勤務していた。
2016年8月、香川県西部子ども相談センター（児童相談所）が、周辺住民からの通報を受け、女児に対する虐待の疑いを初めて認知した。同年9月には父親と母親の間に長男が生まれ、4人家族となる。同年12月25日、女児が裸足、パジャマ姿で自宅の外に放置されているのを周辺住民が発見し、児童相談所が一時保護した。この時の医師の診断によれば、日常的な虐待の傾向が確認された。
翌2017年2月、親子面談を経て一時保護は解除されたが、3月には再び女児が家の外に放置され、二度目の一時保護を受けた。この時には唇や両膝、腹部に傷やアザが確認できたが、両親は暴行を否定した。女児は児童相談所の心理士に「パパ、ママいらん」「おもちゃもあるし、家に帰りたい」と葛藤を打ち明けていた。7月31日、両親への指導措置付きで一時保護を解除した。
一時保護の解除後も女児は定期的に市の児童センターや医療センターを訪問していたが、8月には医療センターでの診察で怪我が見つかった。女児は「パパにやられた。ママもいた」と話したが、同席した母親は虐待を否定し、一時保護には至らなかった。
なお父親は、2017年2月と5月に2度女児に対する傷害容疑で書類送検を受けたが、2度とも不起訴となっていた。

### 東京への移住から女児の死亡まで
2017年12月、父親が仕事の都合で東京都に単身で引っ越した。このころには女児に虐待の傾向は見られず、年が明けた2018年1月4日に香川県の児童相談所は指導措置を解除した。その後親子は後追いで1月中旬に父親の住む東京都に転居したが、母親は転居先の住所を児童相談所には頑なに明かさなかったという。その後香川県の児童相談所は市を通じて一家の転居先を調べ、1月23日に転居先が判明するとすぐに管轄である品川児童相談所に連絡した。品川児童相談所は連絡を受けてこの案件の移管を受理し、2月に家庭訪問を試みたが、女児との面会を拒否された。
一方、転居後女児に対する虐待はエスカレートした。1月ごろから父親は女児に対し執拗にダイエットをするよう指示し、1日1食の日もあるなど過度な食事制限を受け、体重は激減した。2月末ごろに父親は風呂場で女児に冷水のシャワーを浴びせ、暴行を加えて負傷させた。女児は2018年4月から小学校に入学する予定であったが、2月20日に行われた小学校の説明会を欠席した。
3月2日午後6時ごろ、女児は父親の119番通報を受け救急搬送され、同日夜搬送先の病院で死亡した。司法解剖の結果、女児の足には重度の凍傷が認められた。また、死亡前女児は臓器が正常な5歳児よりも5分の1も小さく萎縮していたほか、2月末ごろに父親が暴行を加えた後から衰弱し、ほぼ寝たきり状態となり嘔吐を繰り返していたという。

### 事件発覚・逮捕
女児が死亡した翌3月3日、父親は2月末ごろに女児を殴り負傷させた傷害容疑で逮捕された。その後警察は、女児に対して継続的な虐待があったとみて捜査を続けた。
6月6日、両親が1月ごろから女児に十分な食事を与えず、また女児に医師の診察を受けさせずに放置し、結果女児を死亡させたとして、警視庁は両親を保護責任者遺棄致死の容疑で逮捕した。母親は、父親から虐待を受ける女児に適切な処置をとらなかった理由を「自分の立場が危うくなると思った」と供述した。
6月27日、東京地検は、両親を保護責任者遺棄致死罪で起訴した。

### その後
7月11日、女児への傷害容疑で逮捕された3月3日の家宅捜索において、父親のバッグから乾燥大麻が発見されていたことから、大麻取締法違反（所持）容疑で追送検した。

## 女児の反省文
女児は大学ノートに「パパとママにいわれなくてもしっかりとじぶんからもっともっときょうよりかあしたはできるようにするから  もうおねがい ゆるしてくださいおねがいしますほんとうにおなじことはしません ゆるして」「きのうぜんぜんできなかったこと これまでまいにちやっていたことをなおす これまでどんだけあほみたいにあそんだか あそぶってあほみたいだから もうぜったいやらないからね ぜったいやくそくします」（原文ママ）といった内容のいわゆる「反省文」を残していたことがわかった。女児は毎朝4時ごろに起床し、父親から平仮名を書く練習をさせられていた。

## 児童相談所の対応
香川県側は、一家の転居以降品川児童相談所側と連絡をとり、女児の案件が「緊急性の高い案件」である旨を伝え、「すぐにでも両親と連絡をとってほしい」と伝え、2016年8月に初めて虐待の疑いを認知して以降の全記録を送付した。しかし、品川児相側とのやり取りの中では、緊急性の認識に関してすれ違いも見られた。
香川県側はその度に案件の緊急性が高いことを主張したが、品川児相側は緊急性はないと判断し、家庭訪問で女児との面会が拒否された後は無理に面会を求めようとしなかった。このことについて、「児相間の引き継ぎで危険性への感度が下がった可能性がある」と指摘する専門家もいる。

## 裁判
同年9月17日、東京地方裁判所（以下、「東京地裁」と記す）は母親に対して、父親の暴行を結果的に容認したとして、懲役8年（求刑は懲役11年）の判決を言い渡した。同年9月30日、母親はこの判決を不服として東京高等裁判所に控訴した。
東京地裁は2019年8月6日、父親（傷害・保護責任者遺棄致死・大麻取締法違反）に対する裁判員裁判初公判を同年10月1日に開くことを決めた。同年10月1日、第1回公判が開かれ、父親は起訴内容を大筋で認めた。続いて、10月3日の公判において、元担当であった香川県の児童相談所担当者が出廷し、父親が「しつけをしなかった実の父親がとがめられず、自分がとがめられるのは納得できない。児相は親が悪いと思っているだろうが、子供に問題がある」などと話したことを証言した。
同年10月15日、東京地裁は父親に対して、女児への虐待について「しつけという観点からかけ離れ、感情に任せて行われた理不尽なものだった」として、懲役13年（求刑は懲役18年）の判決を言い渡し、のちに確定した。2020年3月現在受刑中である。
2020年9月8日、東京高等裁判で開かれた母親に対する控訴審において、裁判長は「元夫による心理的ドメスティックバイオレンス（DV）を考慮しても、虐待への関与が低かったとは言えない」と判断し、一審判決（懲役8年）を支持した。

## 政府・自治体の反応

### 政府
2018年6月15日、政府はこの事件を受けて臨時の閣僚会議を開き、有識者による専門委員会によりこの事件を検証すること、児童相談所の体制や警察との情報共有を強化することを確認した。
また法務省では、この事件を受け、虐待加害者に対する児童虐待に特化した再犯防止プログラムの導入や、少年院入院者の虐待被害把握の強化などといった対応を検討していることが2018年7月29日に分かった。

### 東京都
2018年6月8日、小池百合子東京都知事はこの事件について「児童相談所が関与していながら、このような痛ましい事件が起きたことは非常に残念」と述べ、児童相談所の人員追加や警察との情報共有拡大など体制強化に努める考えを表明した。
都はこの事件を受けて2018年11月21日までに保護者が子供にしつけで体罰をしてはならないことを条例として定める方針を決めた。都民の意見を募って、2019年2月に東京都議会へ改正条例案を東京都議会に提出することを目指す。
2019年3月28日、保護者らによる体罰の禁止などを盛り込んだ「東京都子どもへの虐待の防止等に関する条例」が東京都議会本会議で可決され、2020年4月1日、同条例が施行された。保護者の体罰禁止を定めた条例は都道府県初となった。

### その他の自治体
2018年6月11日の定例会見で埼玉県の上田清司知事（当時）は、この事件を受けて、児童相談所が把握した虐待案件を全て県警と共有することを表明した。従来は身体的な虐待や発達の遅れが明らかに認められる案件のみを共有していたが、今後は言葉の虐待なども含めて全件を共有していく方針。

## その他
ラッパーの般若は当時事件現場からすぐのマンションに住んでおり、女児が救急搬送されるのを目撃していた。事件から4年後の2022年3月2日、この事件を題材とした楽曲「2018.3.2」を配信。また、この曲のリリースと同時に児童虐待の防止に取り組む団体『FOR CHILDREN PROJECT』を設立した。